# Agromyza baetica
Agromyza baetica är en tvåvingeart som beskrevs av Griffiths 1963. Agromyza baetica ingår i släktet Agromyza och familjen minerarflugor. Inga underarter finns listade i Catalogue of Life.